# João Carlos Hatoa Nunes

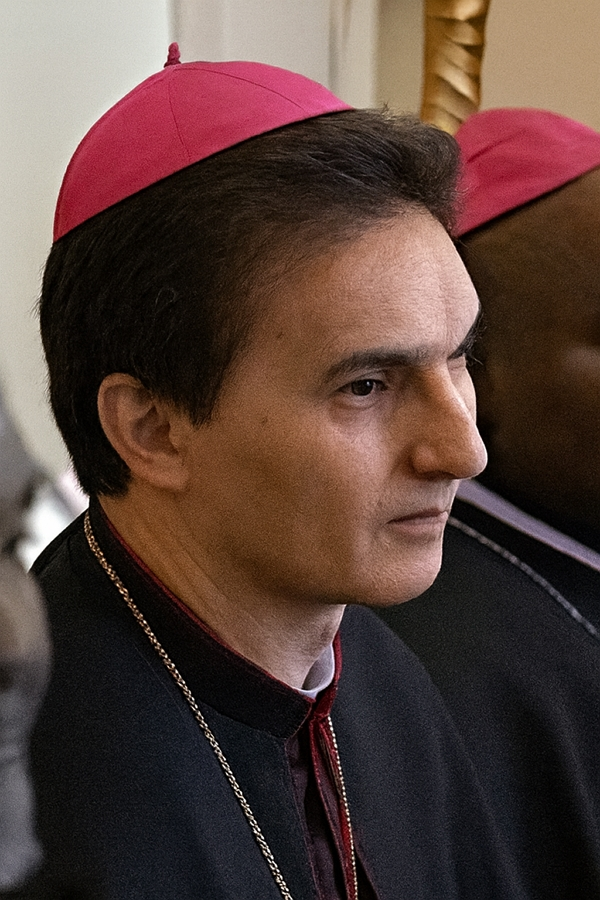
João Carlos Hatoa Nunes (2015)

João Carlos Hatoa Nunes (* 8. März 1968 in Beira, Portugiesisch-Ostafrika) ist ein mosambikanischer Geistlicher und römisch-katholischer Erzbischof von Maputo.

## Leben
João Carlos Hatoa Nunes besuchte von 1975 bis 1978 die Escola Primária Benfica-Nova im Stadtteil Zona Verde und von 1979 bis 1985 die Escola Secundária Francisco Manyanga in Maputo sowie ab 1986 das Kleine Seminar Cristo Rei in Maputo. Von 1988 bis 1990 studierte er Philosophie am interdiözesanen Priesterseminar Santo Agostinho in Matola und von 1990 bis 1994 Katholische Theologie am interdiözesanen Priesterseminar São Pio X in Maputo. Am 17. Juli 1995 empfing er das Sakrament der Priesterweihe für das Erzbistum Maputo.
Hatoa Nunes war zunächst als Pfarrvikar der Pfarrei Nossa Senhora das Graças sowie als Kanzler der Kurie und Diözesanökonom tätig. Danach leitete er von 2003 bis 2006 Radio Maria Mosambik und wirkte von 2005 bis 2007 als Pfarrvikar der Catedral Metropolitana de Nossa Senhora da Conceição in Maputo, bevor er 2007 Pfarrer der Pfarrei São Francisco de Assis wurde. Daneben erwarb er 2009 an der Pädagogischen Universität Maputo ein Lizenziat in Bildungsplanung, Verwaltung und Management. Ab 2009 war Hatoa Nunes Bischofsvikar für die südliche Region des Erzbistums Maputo sowie erneut Kanzler der Kurie und Pfarrer der Pfarrei São Francisco de Assis. Später wurde er zudem stellvertretender Generalvikar.
Papst Benedikt XVI. ernannte ihn am 25. Mai 2011 zum Weihbischof in Maputo und zum Titularbischof von Amudarsa. Der Erzbischof von Maputo, Francisco Chimoio OFMCap, spendete ihm am 10. Juli desselben Jahres in der Catedral Metropolitana de Nossa Senhora da Conceição in Maputo die Bischofsweihe; Mitkonsekratoren waren Adriano Langa OFM, Bischof von Inhambane, und Lucio Andrice Muandula, Bischof von Xai-Xai. Sein Wahlspruch Estou em meio a vós como aquele que serve („Ich aber bin unter euch wie der, der dient“) stammt aus Lk 22,27 . Vom 14. Januar bis zum 29. Juni 2012 war Hatoa Nunes während der Sedisvakanz Apostolischer Administrator von Beira. Zudem fungierte er von 2012 bis 2018 als Generalsekretär der Mosambikanischen Bischofskonferenz.
Papst Franziskus ernannte ihn am 2. Januar 2017 zum Bischof von Chimoio. Die Amtseinführung erfolgte am 12. März desselben Jahres. Seit 2021 ist Hatoa Nunes zusätzlich Vizepräsident der Mosambikanischen Bischofskonferenz.
Am 15. November 2022 ernannte ihn Papst Franziskus zum Koadjutorerzbischof von Maputo. Die Amtseinführung fand am 15. Januar des folgenden Jahres statt. João Carlos Hatoa Nunes wurde am 5. Mai 2023 in Nachfolge von Francisco Chimoio OFMCap, dessen altersbedingtes Rücktrittsgesuch am selben Tag angenommen worden war, Erzbischof von Maputo.